# Dominic Cardy
Pour les articles homonymes, voir Cardy.
Dominic Cardy, né le 25 juillet 1970 à Oxford au Royaume-Uni, est un homme politique canadien. Il est à le premier chef du nouveau Parti avenir canadien.
Il est député de Fredericton-Ouest-Hanwell à l'Assemblée législative du Nouveau-Brunswick de 2018 à 2024 et ministre de l’Éducation et du Développement de la petite enfance dans le gouvernement progressiste-conservateur de Blaine Higgs de 2018 à 2022.

## Biographie
Dominic Cardy naît le 25 juillet 1970 à Oxford au Royaume-Uni. L'année suivante, sa famille s'établit à Fredericton, au Canada.
Il est titulaire d'un baccalauréat en sciences politiques de l'Université Dalhousie.

### Carrière politique

#### Nouveau Parti démocratique du Nouveau-Brunswick
Néo-démocrate de longue date, Dominic Cardy est directeur de la campagne du Nouveau Parti démocratique du Nouveau-Brunswick lors de l'élection provinciale de 2010. il est chef du parti néo-démocrate du 2 mars 2011 au 1er janvier 2017. 
Candidat à l'élection partielle du 25 juin 2012 dans la circonscription de Rothesay, il arrive à la troisième place, avec 27 % des suffrages.
Lors de l'élection du 27 septembre 2014, il est battu par le progressiste-conservateur Brian Macdonald dans la circonscription de Fredericton-Ouest-Hanwell.

#### Parti progressiste-conservateur du Nouveau-Brunswick
Quatre ans plus tard, le 24 septembre 2018, il est élu dans la même circonscription sous l'étiquette progressiste-conservatrice. Le 9 novembre suivant, il est nommé ministre de l’Éducation et du Développement de la petite enfance dans le gouvernement de Blaine Higgs.
Réélu aux élections de 2020, il conserve son portefeuille. Le 13 octobre 2022, il démissionne de son poste de ministre en reprochant à Blaine Higgs son mauvais comportement et sa mauvaise prise de décision. Il dénonce, entre autres, les pressions de ce dernier auprès de son ministère pour abolir l’immersion en français, le mauvais climat de travail ainsi que la consolidation constante du pouvoir entre les mains du premier ministre. Exclu du Parti progressiste-conservateur, Cardy siège comme député indépendant jusqu'à la fin de la législature.
Il ne se représente pas aux élections de 2024, où il appuie le Parti libéral provincial de Susan Holt, qu'il considère comme le seul choix pour les électeurs.

#### Parti avenir canadien
Le 14 août 2024, Dominic Cardy annonce la création du Parti avenir canadien, un parti fédéral nationaliste qui ne veut aller ni à gauche ni à droite, mais droit devant pour donner une voix aux Canadiens pragmatiques et centristes. Il en devient le chef par intérim, la présidence par intérim étant assurée par Tara McPhail, une ancienne militante progressiste-conservatrice. Le 10 novembre 2024, il est élu chef à la clôture du congrès de fondation du parti.